# Belval (Vosgi)
Belval è un comune francese di 181 abitanti situato nel dipartimento dei Vosgi nella regione del Grand Est.

## Società

### Evoluzione demografica
Abitanti censiti